# The Age of Adz
The Age of Adz es el sexto álbum de estudio del cantante y compositor estadounidense Sufjan Stevens, publicado el 12 de octubre de 2010 por su compañía discográfica, Asthmatic Kitty. Fue el primer álbum en cinco años desde la publicación de Illinois en 2005.
El álbum presenta un uso fuerte de la electrónica, acompañada de orquesta, y toma inspiración de las obras apocalípticas del artista esquizofrénico Royal Robertson. El uso de la música electrónica en este álbum marcó un alejamiento radical de mucho de sus trabajos anteriores, más notablemente de Seven Swans y Michigan. Al contrario de Illinois, las letras no exploran eventos, personajes o escenarios, sino que tratan sobre temas y emociones personales del autor.
Los críticos alabaron la intimidad de este álbum, pero muchos dudaron sobre el cambio de estilo que Stevens había tomado. Sin embargo, apareció en muchas listas de "lo mejor del 2010", incluidas las de Paste, The New York Times y MTV. Comercialmente, el álbum le dio a Stevens las mejores ventas en la primera semana de publicación de su carrera, y fue el álbum que más alto llegó en las listas de éxitos musicales hasta el día de hoy, alcanzando el puesto número siete en el Billboard 200.

## Antecedentes y Grabación
En 2006, Sufjan Stevens lanzó The Avalanche, un álbum compuesto de descartes y material extra de su previo Illinois (originalmente pensado como un álbum doble), como también un álbum navideño titulado Songs for Christmas (producido entre 2001 y 2006). Seguido al lanzamiento de The Avalanche, Stevens expresó estar insatisfecho con su música, sobre esto menciona que: "me estoy cansando de mi voz. me estoy cansando del ... banjo. me estoy cansando de ... la trompeta". En 2009 Stevens admitió que el proyecto de los 50 estados—un intento de escribir un álbum por cada estado de los Estados Unidos—fue solo un "truco promocional" y no algo que en serio pensara completar.

## Lista de canciones
Todas las canciones escritas y compuestas por Sufjan Stevens. 
| N.º | Título               | Duración |  |
| 1.  | «Futile Devices»     | 2:11     |  |
| 2.  | «Too Much»           | 6:44     |  |
| 3.  | «Age of Adz»         | 8:00     |  |
| 4.  | «I Walked»           | 5:01     |  |
| 5.  | «Now That I'm Older» | 4:56     |  |
| 6.  | «Get Real Get Right» | 5:10     |  |
| 7.  | «Bad Communication»  | 2:24     |  |
| 8.  | «Vesuvius»           | 5:26     |  |
| 9.  | «All for Myself»     | 2:55     |  |
| 10. | «I Want to Be Well»  | 6:27     |  |
| 11. | «Impossible Soul»    | 25:35    |  |

- Nota: En la publicación de vinilo del álbum, el último movimiento (de aproximadamente tres minutos) de la canción "Impossible Soul" se movió al final del lado C, justo después de "I Want to be Well" , por motivos de resticción de espacio y tiempo.